# Lesegesellschaft

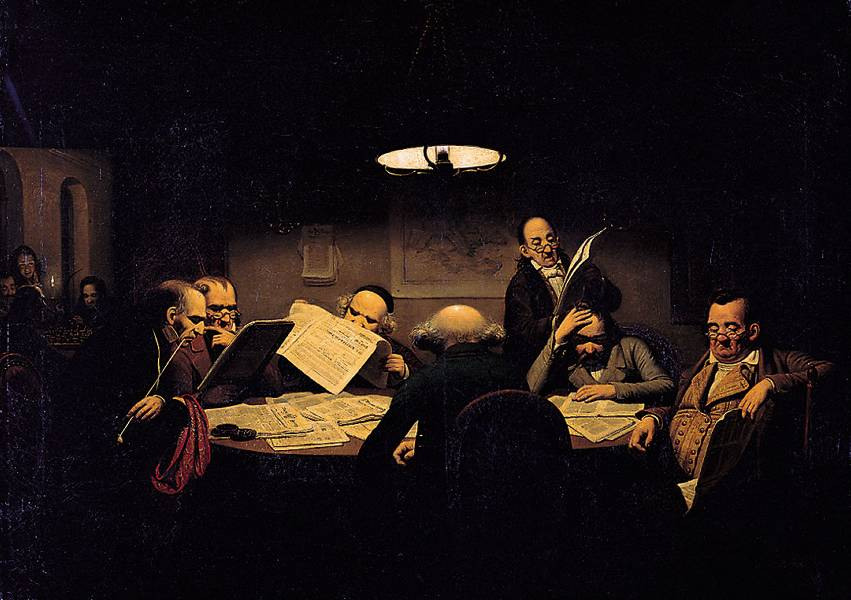
Johann Peter Hasenclever: Das Lesekabinett, 1843

Lesegesellschaften waren außerhalb von Staat, Kirche und ständischer Gesellschaftsordnung die verbreitetste Organisationsform im aufgeklärten 18. und frühen 19. Jahrhundert und werden als eine frühe Form der Erwachsenenbildung betrachtet. Erste Lesegesellschaften entstanden in Deutschland um 1720, die größte Anzahl an Gründungen war im frühen 19. Jahrhundert zu verzeichnen. Ende des 18. Jahrhunderts gab es im Alten Reich schätzungsweise 500 Lesegesellschaften mit mehr als 25.000 Mitgliedern.
Später entwickelten sich die Lesegesellschaften im deutschsprachigen Kulturraum teilweise zu Trägern der bürgerlichen Emanzipation und trugen zu der Herausbildung politischer Parteien des 19. Jahrhunderts bei.

## Überblick
Lesegesellschaften waren ein wichtiges Instrument einer sich im 18. Jahrhundert teilweise geradezu rasant ausbreitenden bürgerlichen Lesekultur. Im Unterschied zur Einzellektüre und zur intensiven Wiederholungslektüre von Andachtsliteratur wurden sie von Privatleuten als Einrichtungen organisierten extensiven Lesekonsums ins Leben gerufen.
Durch die Revolutionierung des Buchmarkts, die nach einer Stagnation des Buchdrucks im 17. Jahrhundert einen sprunghaften Anstieg der Buchproduktion und eine erweiterte Titelpalette aller Schriftmedien bewirkte, wurden neue Leserkreise gewonnen, wenn auch weiterhin große Teile der Gesamtbevölkerung von der Lektüre ausgeschlossen blieben. Angesichts relativ hoher Buchpreise, oft nicht leicht erreichbarer Werke und eines Bedürfnisses nach gemeinschaftlichem Austausch lag ein Zusammenschluss von Literaturinteressierten in Form von Lesegesellschaften auf der Hand, zumal mit dem Vorläufer des Lesezirkels und Gemeinschaftsabonnements von Periodika bereits Erfahrungen vorlagen. Gleichzeitig entstanden spezialisierte Lesegesellschaften, wie Fachlesegesellschaften (z. B. theologischer, juristischer oder medizinischer Richtung), deren spezifische Ausrichtung einen bestimmten Mitgliederkreis sicherte.
Ende des 18. Jahrhunderts gab es nur wenige Städte in Deutschland, in denen nicht zumindest eine Lesegesellschaft bestand; ländliche Lesegesellschaften hingegen waren deutlich seltener, obwohl die Masse der Bevölkerung elementar lesekundig war. Grundsätzlich war der evangelische Norden Deutschlands gegenüber dem katholischen Süden stärker repräsentiert; in Süddeutschland setzte die Gründung von Lesegesellschaften auch erst später ein.
Die deutschen Lesegesellschaften waren überwiegend bürgerlich geprägt; ab den Zeiten der Aufklärung galten sie teilweise auch als Zusammenschlüsse zur Beförderung der Emanzipation des Bürgertums. Gleichwohl war der Anteil adliger Mitglieder insbesondere in den Residenzstädten beträchtlich. Zwar gab es zahlreiche Lesegesellschaften, denen grundsätzlich Angehörige aller sozialer Schichten beitreten durften, doch sorgten meist statutäre Vorgaben wie bestimmte Aufnahmevoraussetzungen oder einfach hohe Mitgliedsbeiträge für soziale Abgrenzung. Auch ein grundsätzlicher Ausschluss von Frauen und Studenten war für die meisten Lesegesellschaften charakteristisch. Nur sehr wenige Lesegesellschaften standen wirklich schichtenübergreifend beiden Geschlechtern, allen Ständen und allen Berufen offen.
Schon in den ersten Jahrzehnten des 19. Jahrhunderts nahm die Zahl der Neugründungen landesweit bereits wieder ab; viele Lesegesellschaften und Lesezirkel existierten nur kurze Zeit oder wandelten sich im Rahmen des neu entstehenden Vereinswesens in „Geselligkeitsvereine“ (aus denen sich laut Wittmann wiederum die ersten Arbeiterbildungsvereine entwickelten). Gründe waren einerseits die Preissenkung der Bücher und Periodika, die in immer größerer Auflage hergestellt und dessen Kosten einzelner Exemplare für Privatpersonen immer erschwinglicher wurden, andererseits seit der französischen Revolution eine stärkere Kontrolle, teilweise sogar Verbote. So wurde beispielsweise die 1785 gegründete Würzburger Gesellschaft schon im darauffolgenden Jahr verboten, „da der Fürstbischof nach Aussage eines Zeitgenossen das Lesen politischer Schriften für gefährlich ,unbedingte und unbeschränkte Lektüre überhaupt für schädlich hielt‘ und weil insbesondere ‚die Gesellschaft in einen politischen und revolutionären Klubb ausgeartet war‘“.
Ein weiterer Grund mag gewesen sein, dass die meisten Lesegesellschaften „nützlicher“ Literatur und Periodika Vorrang gegenüber Romanen und Erzählungen gaben; Belletristik war gelegentlich sogar ganz ausgeschlossen. Mit ihrem Niedergang traten aufkommende Leihbüchereien an ihre Stelle.
Obwohl der Begriff „Lesegesellschaft“ schon im frühen 18. Jahrhundert aufgekommen war, beschreibt er doch eine weiträumige und unspezialisierte, kulturelle Zeiterscheinung und meint eine eher heterogene Gruppe von Gesellschaften, die sich selbst nicht nur „Lesezirkel“, „Leseinstitut“, „Leseverein“ oder „Lesekabinett“, sondern auch „Ressource“, „Societät“, „Club“, „Kasino“, „Museum“ oder „Harmonie“ nannten.
Bei den Vorgängerformen des 17. Jahrhunderts handelte es sich um „Sprachgesellschaften“ zur Reinigung, Vereinheitlichung und Förderung der regionalen Sprachen. 1617 begann diese Entwicklung im deutschen Sprachraum mit der Fruchtbringenden Gesellschaft des Fürsten Ludwig I. von Anhalt-Köthen und dreier Herzöge aus Sachsen. Mit dem Erfolg dieser Gesellschaften, welcher sich darin abzeichnete, dass sich eine Hochsprache etablierte und die Mundarten in den Hintergrund gedrängt wurden, richtete sich um 1700 das Interesse der Folgegesellschaften auf die Literatur. Die 1717 entstandene Deutsche Gesellschaft zu Leipzig wurde zum Vorbild von Sozietäten, in denen sich Literaturliebhaber zusammenfanden, die ihr Wirken oft in Zeitschriftenpublikationen festhielten.
Die wesentlichen Unterschiede der eigentlichen Lesegesellschaften des 18. Jahrhunderts zu den gelehrten und literarischen Gesellschaften des vorhergehenden 17. Jahrhunderts bestehen, abgesehen von dem zeitlichen Abstand, in ihrer Zusammensetzung und den Intentionen. Es handelte sich im 17. Jahrhundert zumeist um Gemeinschaften von Akademikern, die zum einen ihren Wirkungskreis innerhalb der Ständegesellschaft ausbauen und sichern wollten, und zum anderen versuchten, die seltene Fachliteratur untereinander zugänglich zu machen. Sie waren nur ein auf Literatur und Sprache spezialisierter Teil der allgemeinen, sonst naturwissenschaftlich orientierten Akademiebewegung.
Die literarischen Gesellschaften in der Zeit der Wende vom 17. zum 18. Jahrhundert entstanden aus dem patriotisch-moralischen Anspruch heraus, eine deutsche (protestantische) Kultur zu fördern und in den Bereichen der Bildung und moralischen Erbauung wirksam zu werden.
Dagegen waren die Lesegesellschaften des späten 18. Jahrhunderts eher „Notgemeinschaften“ einer regionalen, gehobenen und gebildeten Mittelschicht von Bürgern und in den Adelsstand erhobenen Beamten, die durch ihr vereintes Vorgehen am aktuellen Buchmarkt und Schrifttumswesen und dadurch am Zeitalter der wachsenden Erkenntnisse teilhaben wollten. Diese Medien waren in dem Umfang, wie sie benötigt wurden, um den Wissensdurst zu stillen, zu teuer. Andererseits erreichte die Literatur eine immer größer werdende Kundengemeinde, in der das Bedürfnis wuchs, das erworbene Wissen mit Gleichgesinnten zu diskutieren und zu erproben. Diese Entwicklung ging einher mit dem Wandel des allgemeinen Leseverhaltens, weg von der Wiederholungslektüre, wie etwa der Bibel, hin zur einmaligen Lektüre von allem, was der literarische Markt zu bieten hatte, d. h., dass nicht allein die Werke anerkannter Dichter, sondern vor allem Zeitschriften oder auch populärwissenschaftliche Schriften gelesen wurden.

## Lesezirkel
Der früheste Typ und die Keimzelle der späteren Lesegesellschaften war der Lesezirkel. Dieser beschaffte sich die gewünschte Literatur, das heißt in der Regel Zeitschriften und ähnliche periodische Veröffentlichungen, entweder als Gemeinschaftsbesitz oder zu gleich verteilten Lasten und ließ diese „zirkulieren“. Es handelte sich hierbei um die Weiterentwicklung des „Gemeinschaftsabonnements“, welches sich ursprünglich ausschließlich auf Zeitschriften beschränkte. Diese Entwicklung vollzog sich in den 1740er Jahren. Einige Jahre später reklamierten die Mitglieder dieser Einrichtungen als erste den neuaufkommenden Begriff „Lesegesellschaften“ für sich. (Eine moderne Form des Lesezirkels sind für die Auslage in Wartezimmern zusammengestellte Zeitschriftenausgaben).

## Lesebibliothek
Einrichtung von Gemeinschaftsbibliotheken, um Versäumnisse direkt beim Verursacher anzumahnen, und damit nur diejenigen Werke ausgeliehen wurden, die den jeweiligen Leser auch wirklich interessierten. Zeitschriften zirkulierten weiterhin unter den Mitgliedern.

## Lesekabinett
Diese Entwicklung begann gegen 1775, allerdings nur dort, wo zum einen die Mitglieder in einer angemessenen Nähe zur Bibliothek wohnten und andererseits auch das Bedürfnis artikulierten, sich relativ regelmäßig zu treffen. Für die Gründung eines Lesekabinetts war daher beinahe zwangsläufig eine städtische Gesellschaftsstruktur notwendig. Ein bemerkenswerter emanzipatorischer Effekt der Lesekabinette bestand darin, dass sich mit der Bibliothek und den Gemeinschaftsräumen ein beachtlicher Besitz entwickelte, dessen gemeinschaftliche Verwaltung eine finanzielle Vergesellschaftung – wie eine Aktiengesellschaft – nach sich zog, so dass die Mitgliedschaft eine gesellschaftliche Aufwertung bedeutete.

## Der Club
Clubs waren Weiterentwicklungen der Lesekabinette in Anlehnung an englische Vorbilder gleichen Namens. Die Lesetätigkeit war zurückgedrängt zu Gunsten der Ziele eines „Geselligkeitsvereines“. Infolge der Französischen Revolution und der in diesem Zusammenhang gebräuchlichen Verwendung des Begriffes „Club“ (Jakobinerklub) fanden Umbenennungen der Gesellschaften etwa in „Harmonie“ statt.

## Aufklärungs-Lesegesellschaften
Aufklärungs-Lesegesellschaften wurden mit pädagogischer Zielrichtung und entsprechender Literaturauswahl gegründet.

## Museum
Einige Lesegesellschaften nannten sich später um in Museumsgesellschaften, eine Wortbildung, die heute zu Missverständnissen Anlass gibt. Der Grund lag in der Ausweitung der Interessen des gebildeten Bürgertums über das Lesen hinaus. Man fühlte sich den Musen für Theater, Musik und Tanz verpflichtet und betrachtete deshalb die Räumlichkeiten der Gesellschaft, in denen die Veranstaltungen stattfanden, als einen Tempel der Musen: griechisch museion oder in der latinisierten Form Museum.

## Beispiele für Lesegesellschaften
- Allgemeine Lesegesellschaft Basel
- Bonner Lesegesellschaft
- Borromäusverein
- Elberfelder Lesegesellschaft
- Lesegesellschaft zu Köln von 1872
- Lesegesellschaft Eppingen
- Erholungs-Gesellschaft Aachen 1837
- Lesegesellschaft Gernsbach
- Lesegesellschaften in Appenzell Ausserrhoden (Schweiz)
- Menslager Lesegesellschaft
- Museumsgesellschaft Freiburg
- Museumsgesellschaft Hannover, auch: „Das Museum“ und Museums-Club, siehe Große Lesegesellschaft
- Museumsgesellschaft Zürich
- Schullehrerkonferenzgesellschaften als Lesegesellschaften im Dienste der Lehrerbildung
- Teutsche Lesegesellschaft, Gießen 1814

## Literarische Freundschaftszirkel
Exklusivere Lesekabinette, in denen sich akademische und gesellschaftliche Führungseliten einer Stadt oder Region zusammenfanden.
Beispiele:
- Göttinger Hain,
- Klopstock-Büsch-Lesegesellschaft in Hamburg,
- Goethes Weimarer Freitagsgesellschaft,
- Berliner Mittwochsgesellschaft.

## Social Reading
Mittlerweile gibt es den Lesegesellschaften vergleichbare Angebote auch im Internet. Die Möglichkeit des Onlineaustauschs über Bücher bezeichnet man als Social Reading. Darunter versteht man einen online geführten, intensiven und dauerhaften Austausch über Texte. Dies schließt nicht nur wissenschaftliche Texte, sondern auch private Lektüre ein. Dafür stehen besondere Plattformen wie zum Beispiel vorablesen.de, LovelyBooks und GoodReads zur Verfügung. Ein Vorteil dieses Austausches ist, dass geografische Entfernungen der Nutzer keine Rolle spielen. Für Verlage können sich durch Netzwerkeffekte, im Idealfall durch virale Verbreitung positiver Bewertungen, Vorteile bei der Vermarktung ihrer Produkte ergeben. Da das Rezeptionsverhalten der Leser öffentlich wird, kann es  kommunikationssoziologisch in Hinblick auf Leser-Leser- und Autor-Leser-Interaktionen untersucht werden.
Die Online-Community BücherTreff wurde 2003 gegründet und erreichte ein Dutzend Jahre später über 20.000 Benutzer und deren Rezensionen bereitstellt.